# Wesselényi Pál
Wesselényi Pál (1654? – 1694) báró, a később kurucoknak nevezett bujdosók egyik vezére volt.

## Származása és családja
Apja Wesselényi (II.) István közép-szolnoki főispán, édesanyja Lónyay Anna, aki a férje halála után Kemény János erdélyi fejedelem második felesége lett. Felesége Béldi Zsuzsanna, Béldi Pál erdélyi tanácsúr leánya. Gyermekeik: István (1674–1734) báró, közép-szolnoki főispán, királyi táblai elnök, és Anna.

## Élete
A nagybátyjáról (Wesselényi Pál édesapjának az unokatestvéréről), Wesselényi Ferenc nádorról elnevezett összeesküvés, illetve az 1670-ben Felső-Magyarországon kirobbant, Habsburg-ellenes felkelés bukása után a törökök uralta, hódoltsági területekre menekült, a bujdosókhoz csatlakozott.
Wesselényit 1673. októberében a bujdosók a Krasznán megkezdett, majd Bihar táján folytatott gyűlésükön „fejüknek” - azaz, a vezérüknek -, 1674. augusztus 23-án, a csatári gyűlésükön pedig fővezérüknek megválasztották. 1675. április 1-jén viszont az Erdélybe menekült bujdosók a szinérváraljai gyűlésükön Teleki Mihályt választották fővezérüknek. (Őt a bujdosók már 1672. augusztus elején, a tordai  gyűlésükön is megválasztották fővezérüknek.) A kettős vezér-választás szükségszerűen megosztotta a bujdosók mozgalmát. A császáriak ellen ebben az évben (1675) Wesselényi szerény sikereket ért el, Szádvár és Torna átmeneti elfoglalásával. 1676. áprilisában Ónod mellett legyőzte Strassoldo császári tábornok seregét. Még ebben az évben, 1676. október 20-án,  I. Apafi Mihály erdélyi fejedelem is kinevezte Teleki Mihályt a bujdosók fővezérének, Wesselényit pedig lemondásra szólította fel, aki ennek azonban nem tett eleget. Wesselényi egyedül is tovább harcolt a császáriak ellen, a következő évben, 1677. november 22-én - átmenetileg - elfoglalta Nagybánya városát.
1678. március 7-én a bujdosók a somkúti gyűlésükön Teleki Mihályt újra megválasztották a fővezérüknek, aki mellé tizenkét tagú tanácsot, továbbá tisztségviselőket is választottak. Wesselényi Pál is a tanács tagja lett, akárcsak a vetélytársa, Thököly Imre, a későbbi legendás „kuruckirály”. (Az erdélyi fejedelmi tanács még 1677. szeptember 26-án, Radnóton úgy határozott, hogy amíg a porta nem járul hozzá a császáriak elleni támadáshoz, addig Thököly álljon a bujdosók hadainak élére).  A bujdosók 1678-ban meg is támadták a császáriakat, amelyen belül a Thököly vezette, önálló hadjáratnak a sikere egyre jobban háttérbe szorította Wesselényit.
A bujdosók egy része azonban 1679. július 28-án, a margitai gyűlésen ismét, még egyszer, Wesselényit választotta meg vezérnek, Apafi akarata ellenére, aki már korábban, június végén, a betegeskedő Teleki fővezér helyettesének Thökölyt nevezte ki a bujdosók seregének élére.
Wesselényi, az újabb megválasztása ellenére, már egyértelműen háttérbe szorult Thököly mellett. Az 1679 augusztus második felében - 1679 szeptemberében, Thököly és Wesselényi, illetve seregeik között lezajlott összecsapások után (amelyeknek az oka az volt, hogy Apafi felhívta Thökölyt arra, fogassa el Wesselényit, ha önként nem kívánna Erdélybe visszatérni); Wesselényi átmenetileg ki is békült Thökölyvel. Ezért, amikor a bujdosók 1680. január 8-án, a szoboszlói (ma: Hajdúszoboszló) gyűlésükön, Thökölyt fővezérüknek választották; Wesselényi az első helyen írta alá az erről szóló okiratot. A féltékeny Wesselényi később mégis elfordult Thökölytől, és Apafihoz közeledett, ugyanis Thököly fővezérré választása után az erdélyi fejedelem és Thököly lassan, de végleg eltávolódtak egymástól. Wesselényi azonban többé már nem tudott a bujdosók vezére lenni. 1682-ben, amikor Thököly Felső-Magyarország fejedelme lett, és több, eddig még Apafi mellett maradt bujdosó is Apafitól Thökölyhez csatlakozott, Wesselényi az erdélyi fejedelemmel maradt.
Wesselényi 1688-ban amnesztiában részesült I. Lipót császár-királytól, a birtokaira visszavonult, ahol 1694-ben meghalt.
Wesselényi Pál - Thököly színrelépéséig - a bujdosók legtehetségesebb hadvezére volt.